# Grapsus
Grapsus là một chi cua thuộc họ Grapsidae. Từ 'Grapsus' là một biến thể tiếng Latin mới của từ tiếng Hy Lạp 'grapsaios' có nghĩa là 'cua'.

## Các loài
Chi này được ghi nhận gồm các loài sau: 
- Grapsus albolineatus Latreille in Milbert, 1812
- Grapsus adscensionis (Osbeck, 1765)
- Grapsus fourmanoiri Crosnier, 1965
- Grapsus grapsus (Linnaeus, 1758)
- Grapsus granulosus Milne-Edwards, 1853
- Grapsus intermedius De Man, 1888
- Grapsus longitarsis Dana, 1851
- Grapsus tenuicrustatus (Herbst, 1783)

## Hình ảnh
- Grapsus tenuicrustatus climbing on rocks in Hawaii

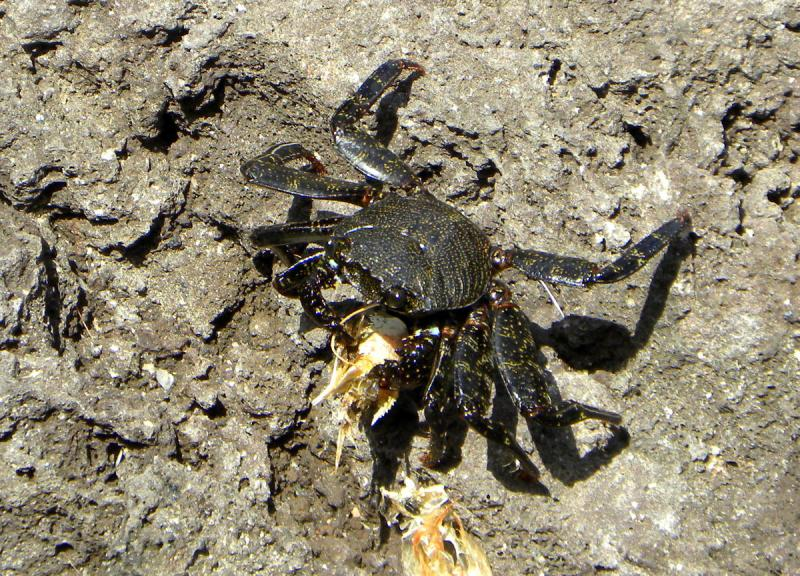
Grapsus adscensionis at Tenerife
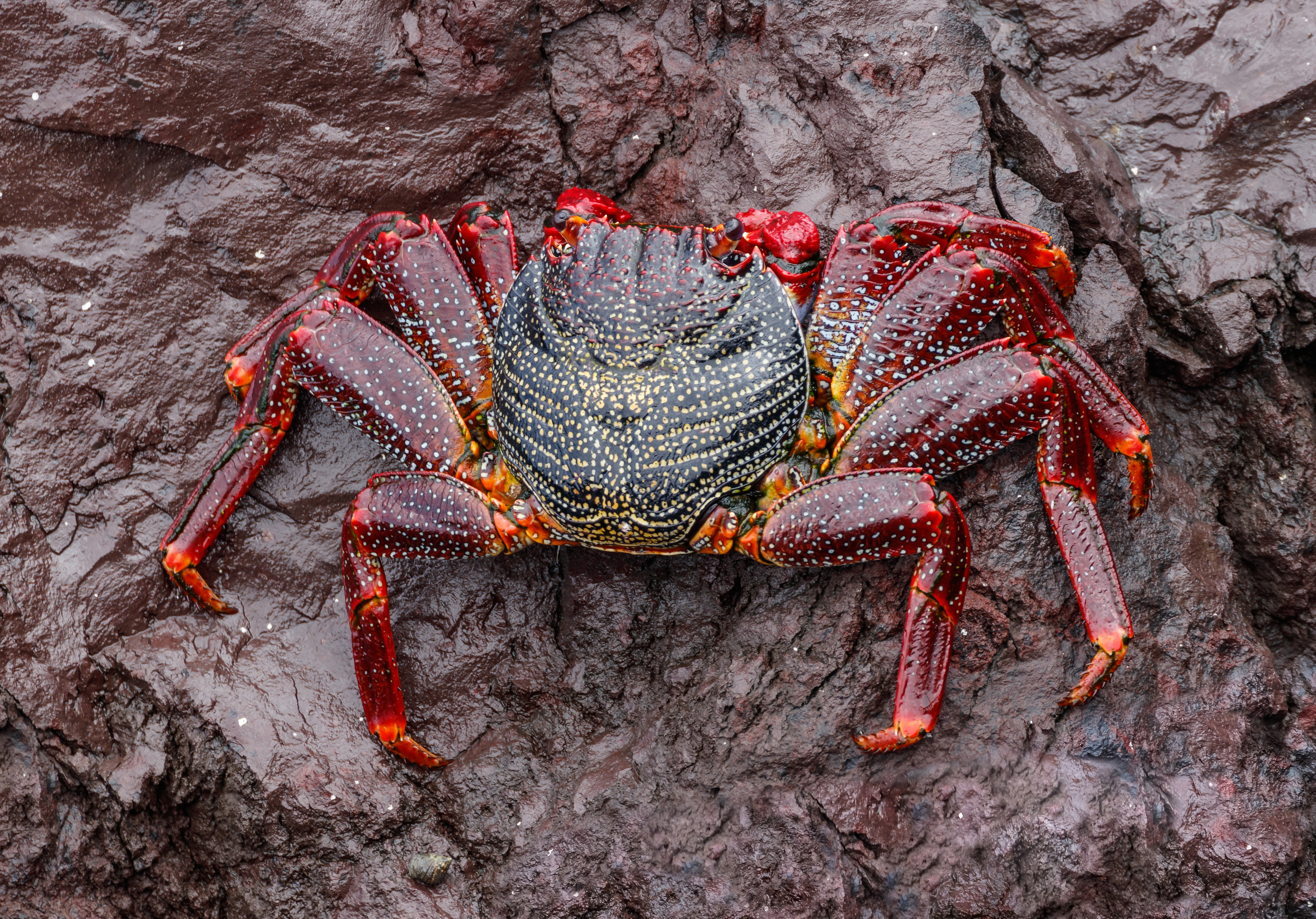
Grapsus adscensionis at Tenerife
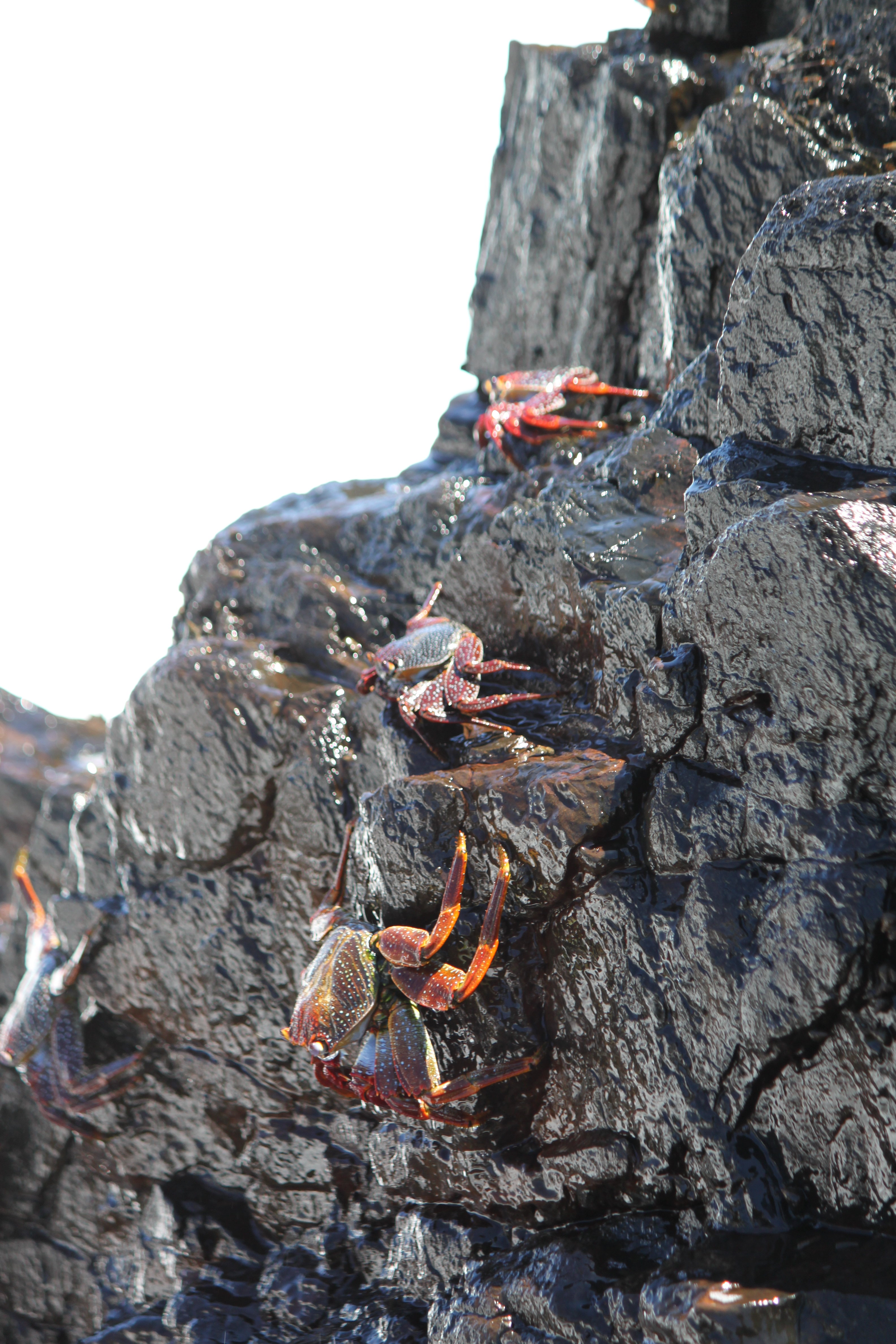
Grapsus adscensionis at Saint Helena
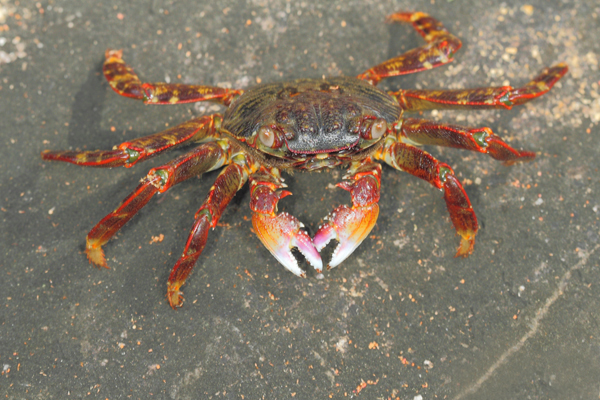
Grapsus albolineatus at Karwar, India
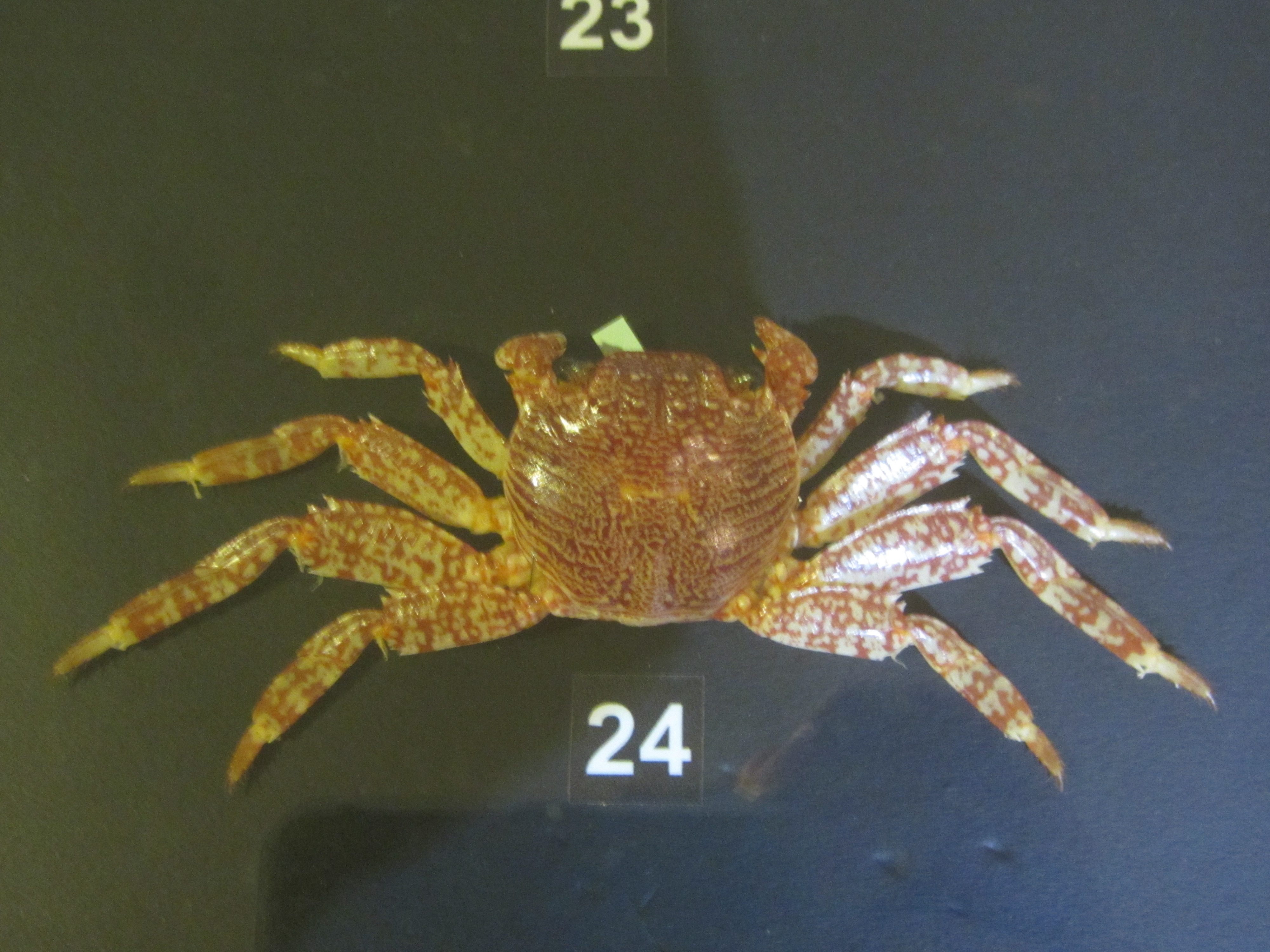
Grapsus tenuicrustatus